# غشاء لامي لساني
الغشاء اللامي اللساني(بالإنجليزية: Hyoglossal membrane)‏، هو عبارة عن صفيحة ليفية قوية، تربط سطح جذر اللسان السفلي إلى جسم العظم اللامي. يتصل الغشاء من الأمام ببعض الألياف الخاصة بالعضلة الذقنية اللسانية